# Siarheï Jyhalka
Siarheï Jyhalka (en biélorusse : Сяргей Аляксандравіч Жыгалка ; transcription anglaise (FIDE) : Sergei Zhigalko) est un joueur d'échecs biélorusse né le 28 mars 1989 à Minsk.
Au 1er juin 2014, il est le 65e joueur mondial et le numéro un biélorusse avec un classement Elo de 2 678 points.

## Biographie et carrière
Siarheï Jyhalka est le frère cadet de Andreï Jyhalka (né en 1985).
Grand maître international depuis 2007, Jyhalka a remporté  le championnat d'Europe des moins de 14 ans de 2003 (devant Magnus Carlsen qui finit troisième) et le championnat du monde des moins de 14 ans la même année (2003) devant Maxime Vachier-Lagrave. 
En 2006, il remporta le championnat d'Europe des moins de 18 ans. Il termina deuxième du championnat de Biélorussie en 2007 et 2008. En 2009, il finit deuxième du championnat du monde d'échecs junior, à égalité de points avec le champion du monde Maxime Vachier-Lagrave.
Jyhalka a joué pour la Biélorussie lors de trois olympiades d'échecs : au deuxième échiquier en 2008 et au premier échiquier en 2010 et 2012.
Il s'est qualifié à quatre coupes du monde :
- en 2007, à Khanty-Mansiïsk, il fut battu au premier tour par Krishnan Sasikiran, après départages en parties rapides et en blitz ;
- en 2011, à Khanty-Mansiïsk, il fut battu au premier tour par Anton Filippov ;
- en 2015, à Bakou, il battit Ivan Boukavchine au premier tour, puis perdit au deuxième tour face à Veselin Topalov ;
- en 2017, à Tbilissi, il perdit au premier tour face à Youriï Kouzoubov.